# لقاح الكزاز
لقاح الكزاز أو ما يعرف أيضا السم المضعف الكزازي وهو لقاح معطل يقي من الإصابة بالكزاز .
يعطى على شكل خمس جرعات خلال مرحلة الطفولة أما الجرعة السادسة منه فتعطى لاحقاً في مرحلة البلوغ، وينصح بأخذ جرعات إضافية كل عشر سنوات .
يحصل معظم الأشخاص على مناعة أولية بعد تناول ثلاث جرعات من اللقاح، ويتوجب على الأشخاص الذين لا يتذكرون متى تناولوا اللقاح آخر مرة أخذ جرعة من اللقاح خلال 48 ساعة من الإصابة، كذلك الأشخاص المعرضون للإصابات وليس لديهم مناعة كاملة ضد الكزاز ينصح بأخذهم للقاح، كما يتوجب على الحامل التأكد من أوقات تناولها للقاح الكزاز وفي حال عدم تذكرها فإن إعطاءها للقاح سيحمي الطفل من الإصابة عند الولادة .
يعد هذا اللقاح آمنا جدا للحامل وللمصابين بمرض الإيدز، قد يحدث احمرار وألم في مكان الحقنة بنسبة 25% إلى 85% من الناس، وحرارة وشعور بالتعب وألم خفيف في العضلات يحدث عند أقل من 10% من الناس، أما التفاعل التحسسي الشديد يحدث بنسبة أقل من واحد لكل 100 ألف شخص من الناس .
يوجد هذا اللقاح مع مجموعة أخرى من اللقاحات تدعى باللقاح الثلاثي والتي تحوي على لقاح الخناق والسعال الديكي والكزاز ومنها لقاح DTaP و Tdap ، كذلك اللقاح الثنائي الذي يحوي على لقاحي الخناق والكزاز ومنها DT و Td يعطى اللقاح DTaP و DT للأطفال الذين تقل أعمارهم عن سبع سنوات بينما يعطى لقاح Tdap و Td للذين تزيد أعمارهم عن سبع سنوات .
تم تطوير لقاح الكزاز عام 1924 و أصبح متاحأ في الولايات المتحدة عام 1940 ، ومع استخدامه قلت نسبة الإصابة بالكزاز بما يقارب 95% وأصبح ضمن قائمة منظمة الصحة العالمية للأدوية الأساسية ضمن الأدوية الأكثر أمانا وفعالية الضرورية لصحة الجسم، وبلغت نسبة المبيعات لهذا اللقاح في البلدان النامية بين 0.17 و 0.65 دولارا أمريكيا للجرعة الواحدة عام 2014 وتبلغ تكلفة الجرعة الكاملة من اللقاح في الولايات المتحدة بين 25 و 50 دولارا .

## الاستخدامات الطبية
انخفضت نسبة الإصابة بالسعال الديكي والكزاز والخناق منذ بداية اكتشاف وتصنيع لقاح الكزاز، واعتمادا على الإحصائيات في الولايات المتحدة أظهرت النتائج أن نسبة الوقاية من الإصابة بالخناق كانت 95% ومن 80%أإلى 85% نسبة الوقاية من السعال الديكي، وصلت نسبة الوقاية من الكزاز إلى 100% .
هذا وقد كان يوجد حوالي 580 حالة إصابة بالكزاز سنويا و 472 حالة وفاة، ولكن ومنذ بداية استخدام اللقاح أصبح عدد الإصابات 41 حالة وأربع وفيات سنويا وهذا يعني انخفاضا بالحدوث بنسبة 93% و 99% بنسبة الوفيات من الكزاز .
وأصبحت الإصابة بالكزاز غير شائعة في الولايات المتحدة، حيث تم الإبلاغ عن 29 إصابة سنويا فقط وذلك بين عامي 1996 و 2009 , وكانت أغلب حالات الإصابة ضمن الأشخاص الذين لم يتلقوا اللقاح أو لم يتلقوا جرعة مدعمة كل عشر سنوات .
الحمل
بحسب إرشادات العناية بالجنين في الولايات المتحدة يمكن تناول لقاح الكزاز للوقاية خلال فترة الحمل إذا استدعت الحالة ذلك . ويعطى لقاح Td الثنائي في هذه الحالة .
في حال لم تستدع الحالة تناول اللقاح أو إذا كانت السيدة تلقت اللقاح سابقا فيتم تأخير تناول لقاح Td الثنائي إلى مرحلة النفاس .
وينصح بأخذ لقاح ا لTd أو Tdap الثلاثي لجميع النساء الحوامل اللواتي لم يتناولن اللقاح آخر سنتين بعد الولادة، أما بالنسبة للنساء اللواتي لم يتلقين أي جرعة من لقاح الكزاز سابقا ولا في مرحلة الطفولة فينصح البدء بمجموعة من اللقاحات مع بداية الحمل للتأكد من وقاية الأم والجنين من الكزاز وفي هذه الحالة يتم البدء بلقاح Tdap الثلاثي بعد عشرين أسبوعا من بداية الحمل،
أنواع خاصة
اللقاح الأول الذي يعطى في مرحلة الطفولة حيث يحقن الطفل باللقاح الثلاثي الموجود على شكل ثلاث أنواع من السموم الغير نشيطة في حقنة واحدة، ويحمي هذا اللقاح الطفل من الخناق والسعال الديكي والكزاز .
النوع الآخر معروف باللقاح الثنائي ويتكون من لقاحي الخناق والكزاز، ويعطى بديلا عن اللقاح الثلاثي للأطفال الذين لا يمكن إعطاؤهم اللقاح الثلاثي، وتوجد تراكيب رباعية وخماسية وسداسية تحوي اللقاح الثلاثي مضافا إليه مطاعيم أخرى مثل : لقاح شلل الأطفال غير النشيط، لقاح الإنفلونزا النوع ب، التهاب الكبد الفيروسي النوع ب وهذا التراكيب موجودة في بلدان مختلفة .
جدول إعطاء اللقاح
يعطى اللقاح الثلاثي والثنائي للأطفال أقل من عمر سنة على شكل حقنة في الجانب الأمامي الجانبي لعضلة الفخذ، ولكن يمكن إعطاؤه في عضلة الكتف عند الضرورة .
وبحسب منظمة الصحة العالمية، يعطى اللقاح ابتداء من الأسبوع السادس من عمر الطفل أي أن الجرعة الأولى تعطى على عمر الشهرين تقريبا، والجرعة الثانية في عمر الأربع شهور والثالثة بعمر الست شهور أما الجرعة الرابعة فتعطى بين الشهر الخامس عشر والثامن عشر من عمر الطفل، وينصح بإعطاء جرعة خامسة بين سن الأربع والست سنين .
اللقاح الثائي والثلاثي الذي يعطى للأطفال الأكبر سناً والبالغين يعطى في عضلة الكتف، هذه الجرعات المدعمة تعطى على الأقل كل عشر سنوات وهي آمنة حتى لو تم أخذ جرعة من اللقاح الثلاثي وأخرى من الثنائي في فترات متقاربة
الجرعات الإضافية
يجب أخذ جرعات مدعمة لأن إنتاج الأجسام المضادة في الخلايا اللمفاوية لا يحدث بنسبة ثابتة، إذ تبلغ سرعة إنتاج الأجسام المضادة أوجها عند إعطاء اللقاح وتتناقص تدريجيا مع الوقت ولذلك يجب إعطاء الجرعة المدعمة للحفاظ على نشاط الخلايا التائية المساعدة .
تعطى الجرعة المدعمة من اللقاح الثنائي والثلاثي كل عشر سنوات للحفاظ على مناعة الجسم بين سن التاسعة عشرة والخامسة والستين .
تعطى الجرعة المدعمة من اللقاح الثنائي في عمر أكبر من سبع سنوات للوقاية من الخناق والكزاز .
من الضروري معرفة أن الجرعة المدعمة تعطى قبل سن الخامسة والستين، أحدها يجب أن تكون جرعة مدعمة للقاح الثلاثي والباقي مدعمة من اللقاح الثنائي .

## الآثار الجانبية
الآثار الجانبية الأكثر شيوعا تتضمن ما يلي : حرارة، احمرار، انتفاخ وتورم مكان الحقنة، حيث يعاني شخص من كل خمس أشخاص من احمرار أو تورم، حدوث تعب وإعياء في الجسم بعد تناول المطعوم الثلاثي، يسبب المطعوم الذي يحوي على ذيافين الكزاز ألما وانتفاخا في الذراع كاملا عند شخص بين 500 شخص، ويمكن أن يسبب التهابا في عصب الذراع عند شخص بين 100 ألف إلى 200 ألف شخص .

## آلية العمل
هذا النوع من التطعيم لهذا المرض يسمى بالمناعة الفاعلة المصنعة وهذا النوع من المناعة يحدث من الأجزاء الميتة أو المضعفة من المرض التي تدخل الجسم وتسبب تحفيزا للجهاز المناعي وإنتاجا للأجسام المضادة وبالتالي فإن الجهاز المناعي للجسم سيلاحظ دخول مولد الضد للمرض وسيقوم بإنتاج أجسام مضادة بسرعة أكبر .

## تاريخ
تم اكتشاف أول مطعوم منفعل عام 1890 من قبل مجموعة من العلماء الألمانيين تحت قيادة إميل فون بهرنغ ، بينما كان اكتشاف وإنتاج أول مطعوم للكزاز الغير فعال عام 1924.
تم صنع أول نسخة فعالة وقابلة للامتصاص والتي أثبتت نجاحها وقدرتها على حماية الجيش من الكزاز أثناء الحرب العالمية الثانية وذلك عام 1938 .
وتم استخدام المطعوم الثلاثي لأول مرة عام 1948 واستمر حتى عام 1991 ثم تم استبداله بالشكل اللاخلوي من مطعوم السعال الديكي لأمانه.